# Najarra Townsend
Najarra Townsend (Santa Bárbara, 5 de diciembre de 1989) es una actriz y modelo estadounidense.

## Vida y carrera
Townsend comenzó con la carrera de modelaje y actuación a la edad de tres años en producciones teatrales locales, sin dejar de estar involucrada tanto en el teatro como en producciones musicales.
Debutó a la edad de diez años en la película "Menace" de 2000. En 2005, actuó en "Tú, yo y todos los demás" en el papel de Rebecca, la película fue galardonada por el Festival de Cannes con la Cámara de Oro y por el Festival de Cine de Sundance con el Premio Especial del Jurado por su originalidad. Entre sus películas se encuentran: "Tru Loved" (2008), "Marin Blue" (2009) y "Betty I Am" (2012). En 2014, protagonizó la película "Contracted"  en el papel de Samantha Williams, una chica que después de ser violada durante una fiesta por un desconocido comienza a experimentar síntomas extraños. La misma fue protagonizada junto con Caroline Williams, Alice Macdonald, Katie Stegeman y Matt Mercer.

## Filmografía seleccionada
| Cine y televisión | Cine y televisión          | Cine y televisión    | Cine y televisión            |
| Año               | Título                     | Papel                | Notas                        |
| ----------------- | -------------------------- | -------------------- | ---------------------------- |
| 2000              | L.A. 7                     | Niña                 | Episodio: "Into the Unknown" |
| 2000              | Maggie Moore               | Playground girl      | Cortometraje                 |
| 2001              | Menace                     | Katey                |                              |
| 2001              | Sarah at Twelve            | Sarah                | Cortometraje                 |
| 2002              | Why Can't I Just Be Me?    | Ma                   | Cortometraje                 |
| 2002              | The Violent Kind           | Riley (joven)        |                              |
| 2003              | Doggy Fizzle Televizzle    | Girl 'Color Me Mine' | Episodio: "# 1.5             |
| 2003              | Don: Plain & Tall          | Andrea               |                              |
| 2005              | Tú, yo y todos los demás   | Rebecca              |                              |
| 2006              | I'll Meet You in Your Womb | Maggie               | Cortometraje                 |
| 2006              | Puerto Rican Squirrels     | Jamie                | Cortometraje                 |
| 2006              | Lockdown                   | Lisa                 | Cortometraje                 |
| 2006              | The Becoming               | Verónica             | Cortometraje                 |
| 2006              | At's Day End               | Ashley               | Cortometraje                 |
| 2006              | Desert Road End            | Gilda                | Cortometraje                 |
| 2007              | Electronica                | Eve Chance           | Cortometraje                 |
| 2007              | Secrets                    | Megan                | Cortometraje                 |
| 2007              | August                     | April                | Cortometraje                 |
| 2007              | Rumbero                    | Maria                | Cortometraje                 |
| 2007              | Have Love, Will Travel     | Amy                  |                              |
| 2007              | Seven Days                 | Addisen              | Cortometraje                 |
| 2008              | Tru Loved                  | Tru                  |                              |
| 2009              | Marin Blue                 | Marin                |                              |
| 2011              | Betty I Am                 | Betty                |                              |
| 2013              | Contracted                 | Samantha Williams    |                              |
| 2015              | Contracted: Phase II       | Samantha Williams    |                              |